# Palina
Palina (до 2018 года — Полина Республика (Паліна Рэспубліка); настоящее имя — Полина Юрьевна Полонейчик, бел. Паліна Юр'еўна Паланейчык; род. 8 апреля 1994, Минск) — белорусская исполнительница.
Лауреат фестиваля «Бардовская осень» в 2011 году и музыкальной награды Ultra-Music Awards в номинации «Открытие года» в 2012 году.

## Биография
В четырнадцать лет начала учиться играть на гитаре. В возрасте восемнадцати лет провела первое серьёзное сольное выступление. Окончила Белорусскую государственную академию искусств.
Приобрела известность после победы на фестивале «Бардовская осень» в 2011 году. В 2012 году стала лауреатом премии Ultra-Music Awards в номинации «Открытие года».
Первоначально выступала под именем Полина Республика. О происхождении своего псевдонима рассказывала так: «Несколько лет назад я с друзьями гуляла по городу, и мы проходили мимо посольства Ливана. Моя одежда была тех же цветов, что и флаг этой страны. Друзья пошутили: мол, смотри, твоя республика! С тех пор это прозвище и прицепилось…».
В 2018 году сменила псевдоним на Palina, придя на 9-й сезон украинского музыкального талант-шоу «Х-Фактор».
| Выступления и результаты на Х-Факторе | Выступления и результаты на Х-Факторе | Выступления и результаты на Х-Факторе | Выступления и результаты на Х-Факторе |
| Шоу                                   | Выбраная песня                        | Тема                                  | Результат                             |
| ------------------------------------- | ------------------------------------- | ------------------------------------- | ------------------------------------- |
| Прослушивание                         | Пинки — Palina                        | н/д                                   | Прошла дальше                         |
| Тренировочный лагерь (Шоу 1)          | Шампанські Очі — Pianoбой             | н/д                                   | Прошла дальше                         |
| Тренировочный лагерь (Шоу 2)          | Я пойму — Palina                      | н/д                                   | Прошла дальше                         |
| Прямой эфир 1                         | Тримай — Кристина Соловий             | Радио-хит                             | Прошла дальше                         |
| Прямой эфир 2                         | Ариведерчи — Земфира                  | 90е                                   | Прошла дальше                         |
| Прямой эфир 3                         | Около тебя — Ёлка                     | Оркестровый вечер                     | Номинация                             |
| Прямой эфир 3                         | Як ты — Palina                        | Песня за жизнь                        | Выбыла                                |

## Оценки
Лесли Найф, вокалист группы «Gods Tower», в 2014 году сравнил творчество белорусской певицы с Энией.

## Запреты
После выхода интервью певицы «БелСату» и «Народной воле» в 2012 году её концерт, который должен был пройти в Витебске на следующий день, был отменён.

## Группа
В 2013 году был собран основной состав одноимённой музыкальной группы:
- Полина Полонейчик — вокал, музыка, тексты
- Владимир Пыльченко — аккордеон, гитара, фортепиано, аранжировки
- Юрий Мартынов — барабаны
- Вадим Степанович — бас
- Александра Алексюк — виолончель

## Дискография

### Альбомы
- 2015 — Бясконцы красавік (в переводе с бел. — «Бесконечный апрель»)[15][16]
- 2019 — Грустные песни
- 2020 — Кремень-динамит (EP)
- 2022 — Месяц (EP)
- 2023 — Демки (2012)
- 2023 — Ни берега, ни дна

### Синглы
- 2017 — Я пойму
- 2018 — Бродский
- 2019 — Пинки
- 2019 — Позови погостить
- 2020 — Июль
- 2020 — Як ты
- 2020 — Такие девчонки
- 2022 — Зачем это всё?
- 2022 — Земля горит
- 2023 — Позови меня с собой
- 2023 — Культура
- 2024 — Я б уплыла в океан
- 2024 — Casablanca
- 2025 — Lows&Highs

## Видео
- «Утро» (2013)
- «Pinky» (2019)[17]